# جادوگر راست‌روی
کفشک بعضی ماهیان متوسط
جادوگر راست‌روی (نام علمی: Glyptocephalus cynoglossus) نام یک گونه از تیره کفشک‌ماهیان راست‌روی است.